# Parc des expositions de Pau

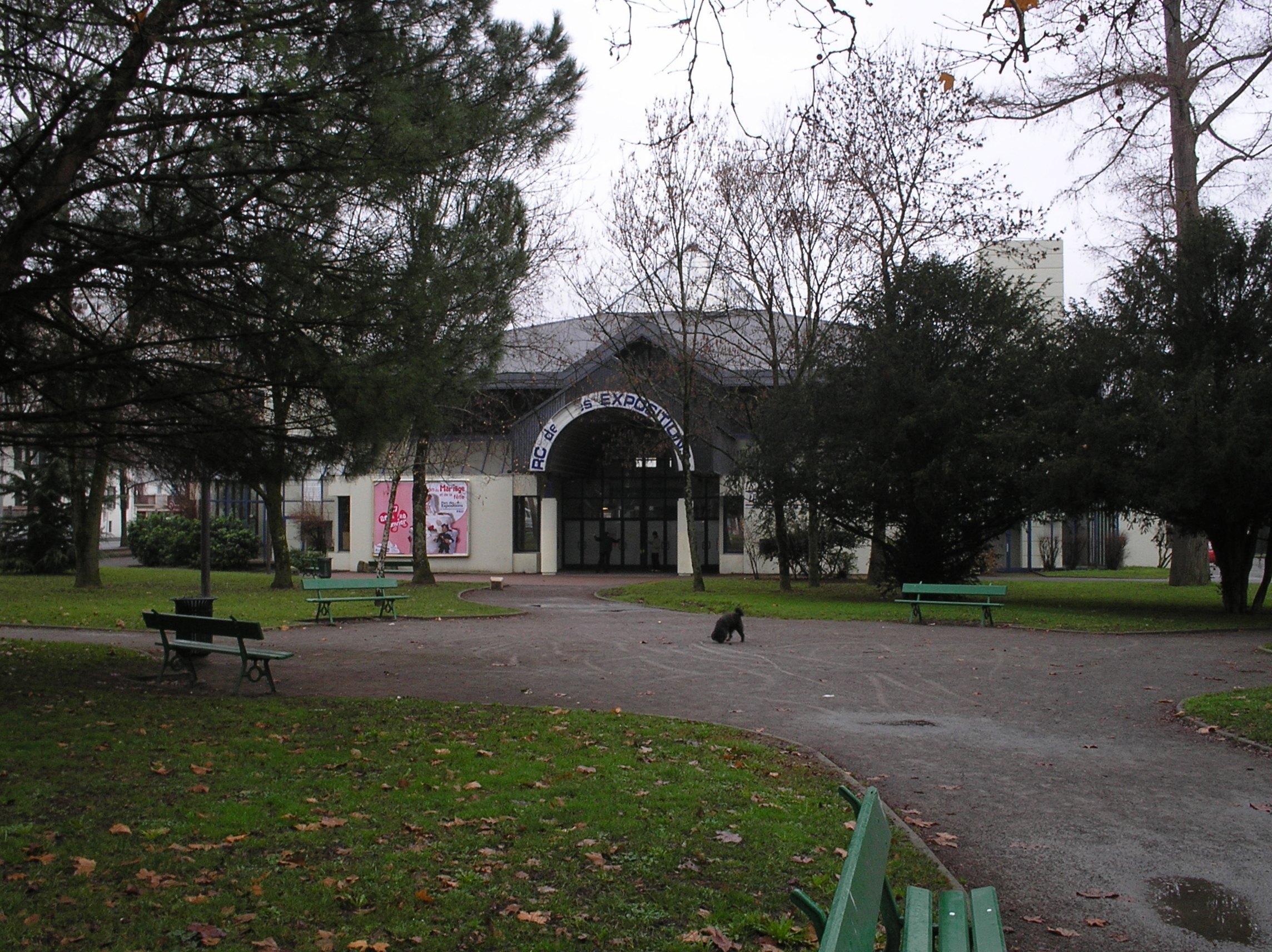
Entrée est

Le Parc des expositions de Pau, familièrement "Parc des expos" et "Foire expo", est situé à l'ouest de la ville de Pau, près du rond-point, au croisement des boulevards d'Alsace-Lorraine et de la rue Mermoz, non loin du parc Lawrence. Il est relié à la place de Verdun par la rue Michelet.
Il accueille 450 000 visiteurs et 200 manifestations par an : salon du véhicule d'occasion, braderie, salon des antiquaires, salon informatique, concours canins, salon du mariage, Floralies, etc.
Il comprend plusieurs halls permettant d'abriter les différents évènements : Béarn, Adour, Aspe, Ossau, Pays de Soule, Aragon et Baretous.
Il comporte deux entrées : 
- L'entrée principale, avec une banderole en arc de cercle où est écrit « Parc des expositions ». À l'avant se trouve un petit jardin public.
- L'entrée latérale se trouve le long du boulevard Champetier-de-Ribes. L'accès à cette entrée n'est donnée que par un seul passage pour piétons menant au parking triangulaire qui lui fait face.

Début 2006, des travaux  extérieurs ont été entrepris pour réaménager l'entrée latérale, avec pose d'une arche au-dessus de l'entrée et réfection des locaux de vente de billets. L'éclairage a également été refait.
Au moment des grandes manifestations, la circulation devient difficile, les places de stationnement se font rares, et les trottoirs se transforment en parkings.

## Bus de l'agglomération
Le parc des expositions est desservi par les lignes ,  et  du réseau Idelis, à l’arrêt Parc des expositions.